# باتريشيا لوفيل
باتريشيا لوفيل (بالإنجليزية: Patricia Lovell)‏ هي منتجة أفلام وممثلة أسترالية، ولدت في 1929 في أستراليا، وتوفيت في 26 يناير 2013 بسبب سرطان الكبد.

## أعمال

### أفلام
- غاليبولي[7]

## وصلات خارجية
- باتريشيا لوفيل على موقع IMDb (الإنجليزية)
- باتريشيا لوفيل على موقع ألو سيني (الفرنسية)
- باتريشيا لوفيل على موقع أول موفي (الإنجليزية)
- باتريشيا لوفيل على موقع قاعدة بيانات الأفلام السويدية (السويدية)
- باتريشيا لوفيل على موقع قاعدة بيانات الفيلم (الإنجليزية)
- باتريشيا لوفيل على موقع كينوبويسك (الروسية)